# Yssandon
Yssandon – miejscowość i gmina we Francji, w regionie Nowa Akwitania, w departamencie Corrèze.
Według danych na rok 1990 gminę zamieszkiwało 608 osób, a gęstość zaludnienia wynosiła 30 osób/km² (wśród 747 gmin Limousin Yssandon plasuje się na 211. miejscu pod względem liczby ludności, natomiast pod względem powierzchni na miejscu 331.).

## Populacja

Populacja Yssandon w latach 1962–2008